# Kahweol
El kahweol es una molécula de diterpeno presente en los granos de Coffea arabica. Está estructuralmente relacionada con otros diterpenos del café, incluyendo el cafestol y el 16-O-Metilcafestol.
Una investigación reciente sugiere que el kahweol puede tener efectos beneficiosos en la inhibición de la diferenciación celular osteoclasto. Otro estudio reciente confirma que el kahweol tiene efectos  antiinflamatorios y antiangiogénicos, lo que ofrece un posible mecanismo para la asociación encontrada entre el consumo de café sin filtrar y la reducción del riesgo de cáncer.